# Šibošnica
Šibošnica (en cyrillique : Шибошница) est un village de Bosnie-Herzégovine. Il est situé dans la municipalité de Čelić, dans le canton de Tuzla et dans la fédération de Bosnie-et-Herzégovine. Selon les premiers résultats du recensement bosnien de 2013, il compte 256 habitants.
Avant la guerre de Bosnie-Herzégovine, le village faisait partie de la municipalité de Lopare ; après la guerre et à la suite des accords de Dayton (1995), il a été rattaché à la municipalité de Čelić nouvellement créée et intégrée à la Fédération de Bosnie-et-Herzégovine.

## Démographie

### Évolution historique de la population
| 1948 | 1953 | 1961 | 1971 | 1981 | 1991 | 2013 |
| ---- | ---- | ---- | ---- | ---- | ---- | ---- |
| -    | -    | 110  | 150  | 206  | 294  | 256  |

|  |

### Communauté locale
En 1991, la communauté locale de Šibošnica comptait 2 952 habitants, répartis de la manière suivante :